# Gisèle Vienne
Pour les articles homonymes, voir Vienne.
Gisèle Vienne, née le 17 décembre 1976 à Charleville-Mézières, est une chorégraphe, plasticienne et metteuse en scène franco-autrichienne.

## Biographie
Gisèle Vienne est née en 1976. Sa mère est plasticienne, ancienne élève d’Oskar Kokoschka. Elle étudie la philosophie en hypokhâgne et en khâgne au lycée Fénelon avant d'intégrer l'École nationale supérieure des arts de la marionnette. Elle fonde en 1999 sa propre compagnie afin de mettre en scène des pièces dans lesquelles elle intègre des éléments de chorégraphie et des marionnettes. Après des débuts en collaboration avec Étienne Bideau-Rey, elle dirige seule ses productions à partir de 2004. Entre 2000 et 2017, elle crée 14 pièces avec sa compagnie collaborant avec des personnalités aussi diverses que Jonathan Capdevielle, Jean-Luc Verna, Adèle Haenel, Catherine Robbe-Grillet, Aurore Ponomarenko, Louise Bentkowski ou Dennis Cooper.

## Spectacles
- 2023 : Extra life
- 2021 : L'Étang
- 2017 : Crowd
- 2015 : The Ventriloquists Convention[2],[5], une pièce coécrite avec l’auteur américain Dennis Cooper[6]
- 2013 : The Pyre[3]
- 2011 : LAST SPRING: A prequel
- 2010 : This is how you will disappear[7],[8],[9]
- 2009 : Éternelle Idole
- 2008 : Jerk, mis en scène par Gisèle Vienne et dont le personnage David Brooks est joué par Jonathan Capdevielle
- 2007 : Jerk, une pièce radiophonique[10]
- 2007 : Kindertotenlieder[11],[Note 1]
- 2005 : Une belle enfant blonde[13],[9] / A young, beautiful blonde girl
- 2004 : I Apologize[13],[9]

Mises en scènes et chorégraphies en collaboration avec Étienne Bideau-Rey
- 2020 : Showroomdummies #4
- 2013 : Showroomdummies #3
- 2009 : Showroomdummies #2 (ré-écriture)
- 2004 : Tranen Veinzen
- 2003 : Stéréotypie
- 2001 : Showroomdummies
- 2000 : Splendid’s de Jean Genet

## Installations et expositions
- 2018 : 40 Portraits 2003-2008, Les Abattoirs Musée-FRAC Occitanie Toulouse (FR)
- 2014 :  Die puppe in der moderne. Dont : 40 Portraits et une poupée (2003-2008), Kunstverein Galerie "Talstrasse" e.V. - Halle (DE)
- 2012 : Teenage Hallucination[14]. Gisèle Vienne avec Dennis Cooper, Stephen O’Malley et Peter Rehberg, Patrick Riou, Jonathan Capdevielle, Centre Pompidou – Paris
- 2012 : Read into my black holes. Commissariat Gisèle Vienne et Dennis Cooper, Centre Pompidou - Paris (FR)
- 2012 : Whitney biennial. Whitney Museum - New York (US)
- 2012 : Shake and Bake. Exposition de deux photographies de Gisèle Vienne issues de la série "Through Their Tears". Curated by HARD HAT, Galerie Praz-Delavallade – Paris (FR)
- 2011 : Last Spring: A prequel. Gisèle Vienne / Dennis Cooper / Peter Rehberg et Stephen O’Malley / Raphaël Rubbens / Dorothéa Vienne-Pollak / Patrick Riou / Jonathan Capdevielle Mise en scène - installation pour une poupée robotisée
- 2011 : Do you think, that would have made it magic?. Gisèle Vienne invitée par Elodie Lesourd. Exposition, extrait de la série Through their tears (2007-2011), galerie Olivier Robert - Paris (FR)
- 2010 : 40 Portraits 2003-2008. Photographies de Gisèle Vienne, Centre Atlantique de la Photographie, Le Quartz, Scène nationale de Brest, France
- 2008 : Black Noise. Exposition collective, CNEAI à Chatou, France.
- 2007 : Goddess. Installation et photographies de Gisèle Vienne, Voice Gallery Kyoto, STAY WITH ART, 2007 au sein de l'exposition au T-Point Hotel, Osaka, Japon
- 2007 : Grenoble-Saalfelden. Exposition du travail photographique de Gisèle Vienne et Antoine Masure, Galerie du Quartz, scène nationale de Brest, France
- 2006 : Un auteur va disparaître. Installation de Gisèle Vienne et conférence de Marcela Iacub (Juriste et chercheur au CNRS), "l’École de Stéphanie" dans le cadre de l'exposition " La force de l'art", Grand Palais, Paris, France
- 2006 : La poupée, L'inquiétante étrangeté. Travail photographique d’Antoine Masure et Gisèle Vienne à partir des poupées de Gisèle Vienne, Galerie 1sur1 en vitrine, Bruxelles, Belgique

## Filmographie

### Réalisatrice
- Brando, court-métrage  (2014) / Musique : Brando, de 'Soused', collaboration Scott Walker + Sunn O)))
- Jerk, long-métrage (2021, 60 minutes)

### Interprète
- Ganz Angst, film réalisé par Jean-Michel Wicker, Serge Comte, Christophe Terpent et Vidya Gastaldon (1996, Galerie Analix, Genève) / interprétation
- Home, film réalisé par Patric Chiha (2006) / interprétation
- Funky Town, vidéo clip de Jean-Luc Verna et ses Dum Dum Boys, réalisé par Brice Dellsperger (2007) / interprétation
- Domaine, film réalisé par Patric Chiha (2010) / chorégraphie et interprétation
- Boys Like Us, film réalisé par Patric Chiha (2014) / chorégraphie et interprétation

### Collaboratrice
- Sablé-sur-Sarthe, film réalisé par Paul Otchakovsky Laurens (2009)  / réalisation et mise en scène d’un mannequin
- Éditeurs, film réalisé par Paul Otchakovsky-Laurens (2017) / réalisation du mannequin

## Publications

### Livres
- (fr + en) Gisèle Vienne, Dennis Cooper, Peter Rehberg, Jonathan Capdevielle, JERK / Through Their Tears, éditions DISVOIR (CDF+livre), 2 éditions en français et anglais
- Gisèle Vienne, 40 portraits, 2003-2008, Éditions P.O.L, 2012
- Collectif (coordonné par Elsa Dorlin), Feu ! abécédaire des féminismes présents, Paris, éd. Libertalia, 2021 (à paraître)[15]

### Direction de revues et fanzines
- Corps/Objet – Sur le rapport du corps au corps artificiel. Gisèle Vienne / Étienne Bideau-Rey. Revue - 2 numéros 2001 et 2002 éditées par le Centre Chorégraphique National de Grenoble
- LAST SPRING: The Maps (1er numéro, parution 2011, 2e numéro, 2012). Fanzine de Gisèle Vienne en collaboration avec Dennis Cooper dans le cadre de la Cooperative Fanzine, conçue par Dominique Gonzalez-Foerster, Philippe Parreno et Jean-Max Colard